# Saprosites dubius
Saprosites dubius är en skalbaggsart som beskrevs av Bordat 1990. Saprosites dubius ingår i släktet Saprosites och familjen Aphodiidae. Inga underarter finns listade i Catalogue of Life.